# 拉沙佩勒欧穆瓦讷
拉沙佩勒欧穆瓦讷（法語：La Chapelle-au-Moine，法語發音：[la ʃapɛl o mwan] ⓘ）是法国奥恩省的一个市镇，位于该省西部，属于阿让唐区。

## 地理
拉沙佩勒欧穆瓦讷（48°42'29"N, 0°35'4"W）面积5.32 平方千米，位于法国诺曼底大区奧恩省，该省份为法国西北部内陆省份，北起顺时针与卡爾瓦多斯省、厄尔省、厄尔-卢瓦省、萨尔特省、马耶讷省和芒什省接壤。
与拉沙佩勒欧穆瓦讷接壤的市镇（或旧市镇、城区）包括：弗莱尔、拉沙佩勒比什、勒沙特利耶、梅塞、圣克莱尔德阿卢兹。

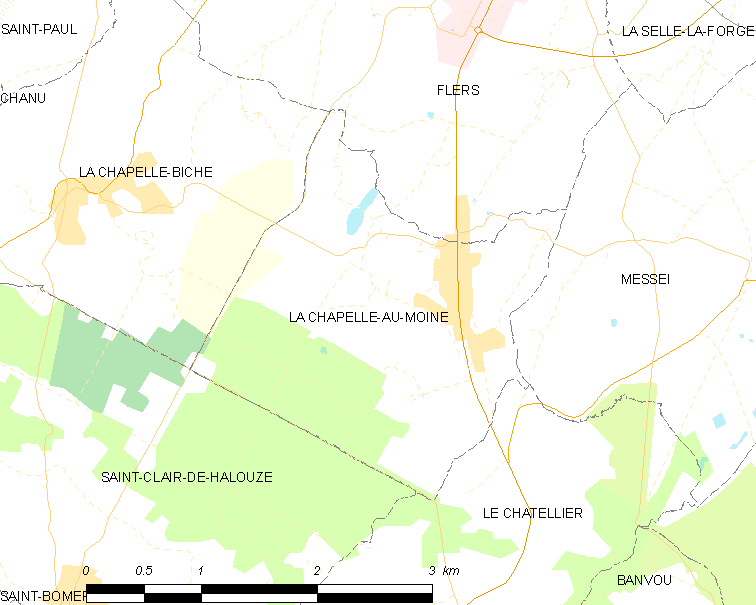
拉沙佩勒欧穆瓦讷的OSM定位图

拉沙佩勒欧穆瓦讷的时区为UTC+01:00、UTC+02:00（夏令时）。

## 行政
拉沙佩勒欧穆瓦讷的邮政编码为61100，INSEE市镇编码为61094。

## 政治
拉沙佩勒欧穆瓦讷所属的省级选区为弗莱尔第一县。

## 人口

1962-2008年间拉沙佩勒欧穆瓦讷人口变化图示

拉沙佩勒欧穆瓦讷于2022年1月1日时的人口数量为587人。